# Sowinne
Sowinne – część wsi Mokre w Polsce, położona w województwie lubelskim, w powiecie bialskim, w gminie Rossosz.
Dawniej samodzielna wieś.
W latach 1975–1998 miejscowość należała administracyjnie do województwa bialskopodlaskiego. 